# 円游律
『円游律』（えんゆうりつ）は2008年1月16日にリリースされたFENCE OF DEFENSE初のミニ・アルバム。

## 解説
FOD初のミニ・アルバム。彼らが10代の頃熱中していたプログレッシブ・ロックを意識した作品。収録曲数は全7曲だが、全曲が5分以上の演奏時間であるため、合計収録時間は通常のフル・アルバムとほぼ変わらない40分強。
前作『hot dogs 2』では使用されなかったシンセサイザー、シーケンサーといったデジタル機材も本作では復活している。

## 収録曲
| 全編曲: FENCE OF DEFENSE。 |                                 |           |                            |       |
| #                          | タイトル                        | 作詞      | 作曲                       | 時間  |
| 1.                         | 「The Seed of Light」           | 西村麻聡  | 西村麻聡                   | 5:38  |
| 2.                         | 「Karma:Code」                  | 西村麻聡  | 西村麻聡                   | 5:29  |
| 3.                         | 「夢想月」                      | 西村麻聡  | 西村麻聡                   | 5:13  |
| 4.                         | 「fly」                         | 永田憲子  | 北島健二                   | 6:03  |
| 5.                         | 「Spiral Rondeau」              | 西村麻聡  | 北島健二、西村麻聡、山田亘 | 6:22  |
| 6.                         | 「Skippin' Lovers」             | 西村麻聡  | 西村麻聡                   | 5:04  |
| 7.                         | 「SAKURA ～夢咲くこの場所で～」 | 西村麻聡  | 西村麻聡                   | 6:53  |
| 合計時間:                  | 合計時間:                       | 合計時間: | 合計時間:                  | 40:42 |

## 楽曲解説
1. The Seed of Light
2. Karma:Code
3. 夢想月
4. fly
  - 北島健二が「RUNAWAY FROM PARADISE」（『TIME』収録曲）以来となるリード・ボーカルを担当。
5. Spiral Rondeau
6. Skippin' Lovers
7. SAKURA ～夢咲くこの場所で～